# シドニー＝ガブリエル・コレット
シドニー＝ガブリエル・コレット (Sidonie-Gabrielle Colette, 1873年1月28日 - 1954年8月3日) は、フランスの作家。コレット (Colette) というペンネームで活動した。「性の解放」を叫び、同性も対象とした華麗な恋愛遍歴で有名。代表作のひとつは『ジジ』 (1944年) であり、後にブロードウェイで舞台化され、さらに1958年にはモーリス・シュヴァリエ主演により映画化もされた。ブロードウェイ版『ジジ』のオーディションに自ら立会い、主演にオードリー・ヘプバーンを抜擢したことでも有名。

## 生涯
ブルゴーニュ地方ヨンヌ県サン＝ソーヴル＝アン＝ピュイゼー出身。父親はジュール＝ジョゼフ・コレット、母親は愛称シドことアデールという。1893年に15歳年長のアンリ・ゴーティエ＝ヴィラールと結婚。処女出版された『クロディーヌ』シリーズは、夫の筆名ヴィリー  (Willy) 名義で世に送り出された（夫婦合作とも言われる）。
1906年に浮気なバイセクシャルの夫と離婚し、パリのミュージック・ホールでパントマイムや踊り子として活躍を始める。この頃の愛人はナポレオン3世の姪ベルブーフ侯爵夫人マティルド・ド・モルニー（ミッシー）であり、二人は舞台上で共演することもあった。1912年にル・マタン紙主筆のアンリ・ド・ジュヴネルと再婚。ベル＝ガズーの愛称で知られるコレット(1913-1981)をもうけた。娘の回想によると、コレットは子供を望んでおらず、赤ん坊をイギリス人の乳母に任せて自分は家を出たきりだったという。
1914年にパリ・オペラ座から、新作バレエの台本を委嘱され、「わが子のためのディヴェルティスマン（娯楽音楽）」と題したプランを練り始め、モーリス・ラヴェルに音楽担当を呼びかけるが、ラヴェルはこれをオペラとして膨らませることを提案し、コレットはそれを受け容れた。こうして完成された台本が『子供と魔法』であり、ラヴェルは第一次世界大戦後に、数年がかりで1幕オペラにまとめあげ、1925年3月21日の初演を迎えた。
1924年に、ジュヴネルの連れ子ベルトランとの仲が取りざたされ、離婚に至る。このベルトランとの関係からインスピレーションを得た作品が『青い麦』 (1922年) 。1935年、17歳年下のモーリス・グドケと再々婚。今度の結婚生活は幸福だった。
生涯にわたって挑発的な人物として、結婚生活のかたわらで同性愛体験を謳歌した。だが、第一次世界大戦中は、ジャーナリストとして活躍し、自宅を野戦病院として開放していた。第二次世界大戦中は、夫グドケがナチスのゲシュタポに連行されるなどの経験もあり、心ならずもヴィシー政権に協力した。
受けた名誉は、レジオンドヌール・シュヴァリエ (1920年) 、ベルギー王立アカデミー (1935年) 、アカデミー・ゴンクール総裁 (1945年、最初の女性総裁) 、レジオンドヌール・グラントフィシエ (1953年、最初の女性グラントフィシエ) など。
1954年8月3日にパリで他界。生前、自らの奔放な生活様式を理由に、ローマ・カトリックによる葬儀を拒否したにもかかわらず、8月8日に国葬が営まれ、亡骸はペール・ラシェーズ墓地に葬られた。

## 作風と主な作品
コレットは最も感覚的な女性作家といわれる。1920年、『シェリ』の出版によって創作活動が花開き、生涯で約50点の小説を出版した。その多くは自叙伝的な側面を持つ。コレットの主題は、大まかに見て、牧歌的な自然を舞台としたお伽噺と、男女の関係や恋愛における暗い闘いという二つに分けられる。コレットの小説は、味な観察力と、つまびらかであからさまな文体が特徴的である。またコレットの表現は情熱的で、五官をくすぐるようなニュアンスと、たっぷりにちりばめられた毒気で知られている。晩年まで創作の筆は衰える事がなかった。同時代の支持者に、マルセル・プルースト、アンドレ・ジッド、アンリ・バタイユらの名を挙げることができる。
日本語版は深尾須磨子訳、以来数多く『コレット著作集』全12巻（1970年 - 1980年）が二見書房から出ている。
- 学校のクローディーヌ （1900年）
  - 学校へ行くクローディーヌ （川口博訳 三笠書房 若草文庫 1955年 「学校のクローディーヌ」コレット著作集1）
- パリのクローディーヌ （1901年）
  - 関義訳 角川文庫、1958年
  - 望月芳郎訳 コレット著作集2 1971年
- 去りゆくクローディーヌ（1903年）
  - 安東次男訳 角川文庫、1959年 「クローディーヌは行ってしまう」コレット著作集1
- 動物の対話 （1904年）
  - 犬猫の会話七つ 深尾須磨子訳 世界社、1930年 「動物の対話」三笠新書
  - 榊原晃三訳 コレット著作集8 1971年
- さすらいの女 （1910年）
  - 片山正樹訳 世界の文学 中央公論社、1969年
  - 大久保敏彦訳 コレット著作集4 1973年
- ミュージックホールの内幕 （1913年）
  - 平岡篤頼訳 コレット著作集9、1977年
- 踊り子ミツ （1919年）
  - ミツの初恋 娘達はどうして女になるか 堀口大学訳 角川小説新書 1956年）
  - 窪田般弥訳 コレット著作集2 二見書房、1970年
- シェリー （1920年）
  - 紫の恋 深尾須磨子訳 世界社、1928年 「黄昏の薔薇」角川書店 1954年 のち文庫
  - 加藤民男訳 コレット著作集6 1970年
  - 工藤庸子訳 岩波文庫、1994年／左右社 2010年
  - 河野万里子訳 光文社古典新訳文庫、2010年
- クローディーヌの家 （1922年）
  - 小林竜雄訳 大観堂、1941年
  - 桜井成夫訳 コレット著作集10 1972年
- 青い麦 （1922年）
  - 青麦 福永英二訳 春陽堂文庫、1936年
  - 岡田真吉訳 雄鶏社 1954年
  - 川口博訳 三笠書房 1954年
  - 石川登志夫訳 角川文庫、1954年 のち旺文社文庫
  - 堀口大学訳 新潮社 1954年 のち文庫
  - 鈴木健郎訳 角川文庫、1955年
  - 横塚光雄訳 コレット選集2 創芸新社 1956年
  - 恋の手ほどき・青い麦 斉藤正直訳 秋元書房 1959年
  - 新庄嘉章訳 コレット著作集5 二見書房5、1970年 のち講談社文庫
  - 手塚伸一訳 世界文学全集 学習研究社、1978年 のち集英社文庫
  - 河野万里子訳 光文社古典新訳文庫、2010年
- シェリーの最後 （1926年）
  - 高木進訳 コレット著作集6 1970年
  - 工藤庸子訳 岩波文庫、1994年
- シド （1929年）
  - 山崎剛太郎訳 コレット著作集7 1970年
- ジュリー・ド・カルネラン
  - 三輪秀彦訳 コレット著作集7 1970年
- ジジ （1945年）
  - 横塚光雄訳 コレット選集2 創芸新社 1956年
  - 高木進訳 コレット著作集11、1975年
- 牝猫 （1933年）
  - 川口博訳 三笠書房 1954年 のち新潮文庫
  - 倉田清訳 コレット著作集6 1970年
  - 工藤庸子訳 岩波文庫、1988年

## その他日本語訳
- 最愛の人 （コレット選集 第1 横塚光雄訳 創芸社 1956年）
- 夜明け （コレット著作集5 望月芳郎訳 二見書房5、1970年）
- ル・トゥトゥニエ （コレット著作集7 豊崎光一訳 1970年）
- 家庭のクロディーヌ （コレット著作集2 倉田清訳 1971年）
- 仮装した女 （コレット著作集8 新庄嘉章訳 1971年）
- 動物の平和 （コレット著作集8 山崎剛太郎訳 1971年）
- 純粋なものと不純なもの （コレット著作集10 倉田清訳）
- ホテルの部屋 （コレット著作集10 小笠原真一訳）
- 宵の明星 （コレット著作集4 高橋彦明訳 1973年）
- 愛の隠れ家 （コレット著作集11 佐藤実枝訳 1975年）
- 第二の女 （コレット著作集11 品田一良訳 1975年）
- 気ままな生娘 （コレット著作集9 三輪秀彦訳 1977年）
- ベラ・ヴィスタ （コレット著作集9 山崎剛太郎訳 1977年）
- いさかい （コレット著作集3 小佐井伸二、吉田千代子訳 1978年）
- 私の修業時代 （コレット著作集3 佐藤実枝訳 1978年）
- 青い灯 （コレット著作集3 桜井成夫訳 コレット著作集3 1978年）
- きずな （コレット著作集12 中島公子訳 1980年）
- 軍帽 （コレット著作集12 弓削三男訳 1980年）
- 「コレット」花 28のエッセイ （森本謙子訳 八坂書房 1993年12月）
- わたしの修業時代 （工藤庸子訳 ちくま文庫 2006年3月）